# John Eliot Gardiner

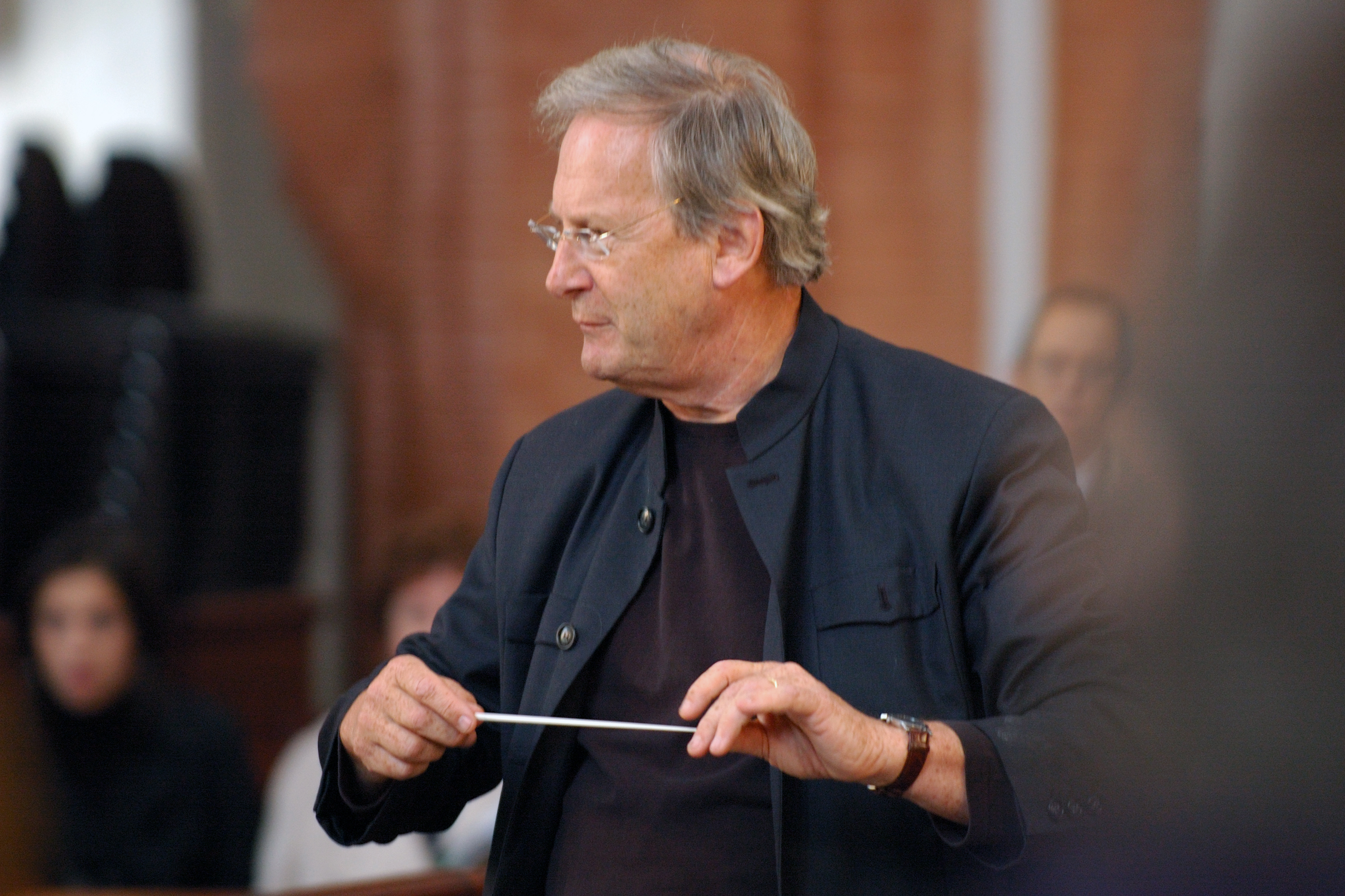
John Eliot Gardiner durante ensaio

John Eliot Gardiner, Kt, CBE, FKC (Fontmell Magna, 20 de abril de 1943) é um maestro inglês. Fundador do Coro Monteverdi (1966), do English Baroque Soloists (1978) e da Orchestre Révolutionnaire et Romantique (1990), Gardiner gravou mais de 250 álbuns com estes e outros grupos musicais, a maior parte dos quais foram lançados pela Deutsche Grammophon e Philips Classics.
John Eliot Gardiner celebrizou-se por suas interpretações de música barroca em instrumentos de época, porém seu repertório e sua discografia não estão limitados à música antiga. Com a Orchestre Révolutionnaire et Romantique Gardiner executou muito da música do período clássico e romântica, incluindo diversas obras de Hector Berlioz e todas as sinfonias de Ludwig van Beethoven; devido às suas técnicas autênticas de execução, a gravação da terceira sinfonia de Beethoven foi utilizada numa dramatização feita pela BBC do episódio em que Beethoven compôs aquela sinfonia. Gardiner é o principal condutor da Orquestra Sinfônica da Rádio Norte-Alemã, e aparece frequentemente como regente convidado com algumas das orquestras mais famosas do mundo, incluindo a Orquestra Philharmonia, a Orquestra Sinfônica de Boston, a Orquestra de Cleveland, a orquestra do Concertgebouw e a Filarmônica de Viena.